# Verkhnetulomsky
Verkhnetulomsky (en ruso: Верхнетуло́мский) es un asentamiento de tipo urbano de Rusia perteneciente al raión de Kola de la óblast de Múrmansk. Se ubica en la península de Kola, a la orilla izquierda del río Tuloma, en confluencia con el Kola. A 60 km al suroeste de Múrmansk, la capital del óblast.

## Historia
Verkhnetulomsky se fundó como un asentamiento para trabajadores en 1961.

## Demografía
| Gráfica de evolución de Verkhnetulomsky entre 1970 y 2018 |
|                                                           |
| Fuente: «ВПН 2010 года»                                   |